# Жирмунский, Виктор Максимович
Ви́ктор Макси́мович Жирму́нский (21 июля [2 августа] 1891, Санкт-Петербург — 31 января 1971, Ленинград) — советский лингвист и литературовед, доктор филологических наук, профессор Ленинградского университета, академик АН СССР (1966), почётный член Баварской, Британской (член-корреспондент, 1962), Саксонской и других академий, почётный доктор многих университетов, в том числе Оксфордского (1966).
Специалист по немецкой и общей диалектологии, истории германских языков, теории грамматики, тюркологии, истории немецкой и английской литературы, сравнительному литературоведению, теории эпоса, стиховедению; ряд работ написан по-немецки или опубликован в немецких переводах.

## Биография
Родился в семье врача-отоларинголога Менделя Шеваховича Жирмунского (1854—1937). Мать — Александра Яковлевна Жирмунская (урождённая Малкиель, 1859—1945), из семьи известных фабрикантов и строительных подрядчиков из Двинска. Племянник инженера-химика Соломона (Семёна) Савельевича Жирмунского (1863—1935).
Окончил Тенишевское училище и Императорский Санкт-Петербургский университет (1912). Домашним учителем Жирмунского в школьные годы был Г. Я. Красный-Адмони (1881—1970), тогда ещё студент Петербургского университета, а впоследствии известный юрист.
Преподавал в Саратовском и Петроградском университетах, Педагогическом институте им. А. И. Герцена и др. Работал в Институте языка и мышления им. Марра, Институте литературы АН СССР (Пушкинском доме), где руководил отделом западных литератур. Профессор кафедры германской филологии Ленинградского университета (с 1956).
Трижды подвергался арестам — в 1933, 1935 и 1941 годах. В ходе кампании по борьбе с космополитизмом в 1949 году обвинён в еврейском буржуазном национализме и уволен из ЛГУ.
С 1957 года — заведующий сектором индоевропейских языков Ленинградского отделения Института языкознания АН СССР. Член-корреспондент АН СССР с 28 января 1939 года по Отделению общественных наук (германская филология, западноевропейские литературы), академик с 1 июля 1966 года. С 1957 года входил в состав редколлегии книжной серии «Литературные памятники». С 1964 года — заместитель главного редактора журнала «Вопросы языкознания»; незадолго до смерти был назначен исполняющим обязанности главного редактора.
Похоронен в Комаровском некрополе одноимённого посёлка Курортного района Ленинграда.

## Семья
- Первая жена — художница Татьяна Николаевна Жирмунская (урождённая Яковлева, 1903—1999); дочь геолога Н. Н. Яковлева, племянница жены[8] П. Б. Струве, внучка[9] Александра Яковлевича Герда.
  - Сын — морской биолог, академик Алексей Викторович Жирмунский (1921—2000).
- Вторая жена (с 1946 года) — литературовед и переводчик Нина Александровна Сигал (1919—1991), дочь кардиолога А. М. Сигала, племянница известного скрипичного педагога Любови Марковны Сигал (1894—1956).
  - Дочь — филолог и литературовед Вера Викторовна Аствацатурова (1947—2025), жена культуролога А. Г. Аствацатурова; их сын — филолог и писатель Андрей Аствацатуров.
  - Дочь — художник Александра Викторовна Жирмунская (род. 1949).
- Младшая сестра — Раиса Максимовна Жирмунская (1893—1971), в 1913 году вышла замуж за своего кузена, художника К. А. Жирмунского (брата М. А. Малкиеля-Жирмунского), с которым с начала первой мировой войны жила в Италии.
- Двоюродные братья — филолог и искусствовед Мирон Аркадьевич Малкиель-Жирмунский; музыкальный педагог, виолончелист Константин Исаакович Шапиро; журналист Яков Ноевич Блох; хирург Яков Иосифович Гальперн[6][10][11]. Двоюродные сёстры — поэтесса Раиса Ноевна Блох; Магдалина Исааковна Лосская (в девичестве Малкиель-Шапиро, 1905—1968), жена историка церкви Владимира Николаевича Лосского (сын философа Н. О. Лосского) и мать филолога и богослова Николая Лосского.
- Племянница — поэт, переводчик, литературный критик Тамара Жирмунская[12].
- Троюродные братья (по материнской линии) — писатель Юрий Николаевич Тынянов и филолог-романист Яков Львович Малкиель[13], по отцовской — правовед Александр Маркович Винавер.

## Научная деятельность

### Лингвист
Как лингвист В. М. Жирмунский является одним из наиболее значительных представителей Ленинградской грамматической школы, большое внимание уделявшей (преимущественно на материале германских языков) проблемам исторических изменений грамматического строя, грамматической вариативности, аналитизма и синтетизма и др. В его работах высказан ряд идей, предвосхитивших основные положения «теории грамматикализации» К. Лемана и Б. Хайне, которая получила широкое распространение в последние десятилетия XX века. Ему принадлежат фундаментальные исследования по немецкой диалектологии (интересные и в плане социолингвистических наблюдений); в особенности значителен его вклад в изучение немецких диалектов на территории России («языковых островов»). В конце 1930-х годов Жирмунским были опубликованы исследования диалектов идиша на территории СССР.

### Литературовед
В области литературоведения В. М. Жирмунский наследовал традициям компаративистской школы А. Н. Веселовского. Плодотворно занимался сравнительным изучением немецкого и тюркского фольклора и эпоса, творчеством Гёте, Байрона и других классиков немецкой и английской литератур, а также историей германско-русских литературных связей (так, ему принадлежит классическое исследование «Байрон и Пушкин» о русской байронической поэме, с привлечением большого количества малоизвестных произведений пушкинской эпохи).
Существен его вклад в теорию русского стиха — проблематику, которой он начал заниматься ещё в 1920-е годы, сблизившись с исследователями «формального направления» круга ОПОЯЗа. До появления работ М. Л. Гаспарова ранние исследования Жирмунского оставались самыми значительными в этой области. Проницательный исследователь творчества Ахматовой, В. М. Жирмунский ввёл в употребление применительно к старшим акмеистам известную формулу «преодолевшие символизм».
Одним из последних по времени направлений исследований Жирмунского стало изучение эпического цикла тюркских народов «Сорок богатырей», герои которого имели реальных прототипов в лице знати Ногайской орды. Эти работы были большим вкладом не только в филологию, но и в историческую науку.

### Организатор науки
В. М. Жирмунский был также успешным организатором науки; по его инициативе в 1950-е — 1960-е годы был проведён ряд конференций и изданы сборники статей по проблемам теории грамматики, морфологической типологии, аналитизма и др. Среди его учеников много крупных петербургских лингвистов младших поколений (в частности, Ю. С. Маслов, Г. П. Торсуев, М. Ф. Мурьянов); в аспирантуре у Жирмунского училась Н. Я. Мандельштам.

## Награды и звания
- орден Ленина (27.03.1954)
- два ордена Трудового Красного Знамени (10.06.1945; 09.08.1961)
- заслуженный деятель науки и техники Узбекской ССР

## Адреса в Санкт-Петербурге — Петрограде — Ленинграде
- 1909—1941, 1944—1951 — Казанская улица, 33;[16]
- 1951—1971 — Загородный проспект, 10. На доме по адресу Загородный проспект, 10 в 2001 году была установлена мемориальная доска (архитектор Т. Н. Милорадович) с текстом: «В этом доме с 1951 по 1971 год жил и работал выдающийся филолог академик Виктор Максимович Жирмунский»[17].

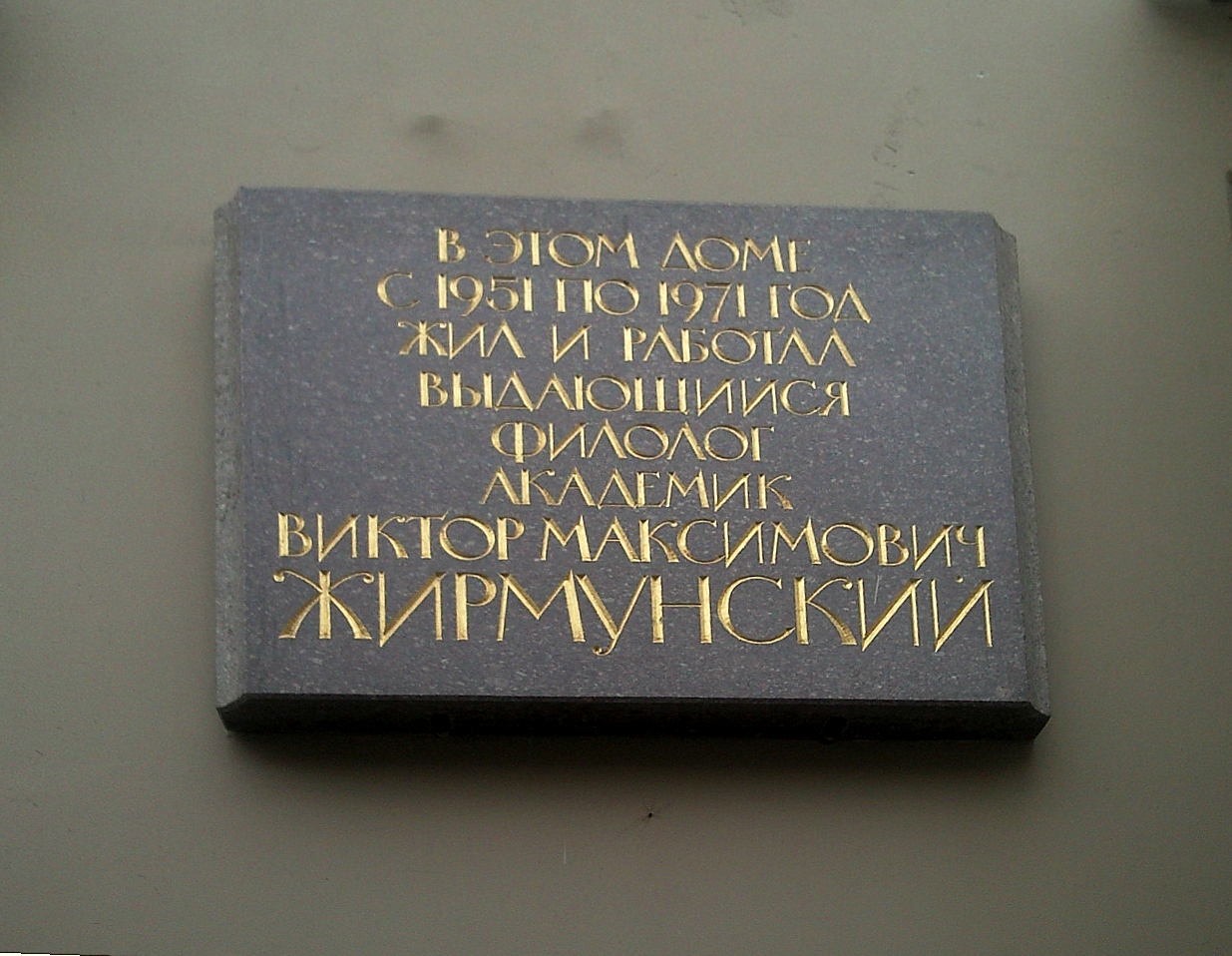
Мемориальная доска Загородный проспект, Санкт-Петербург
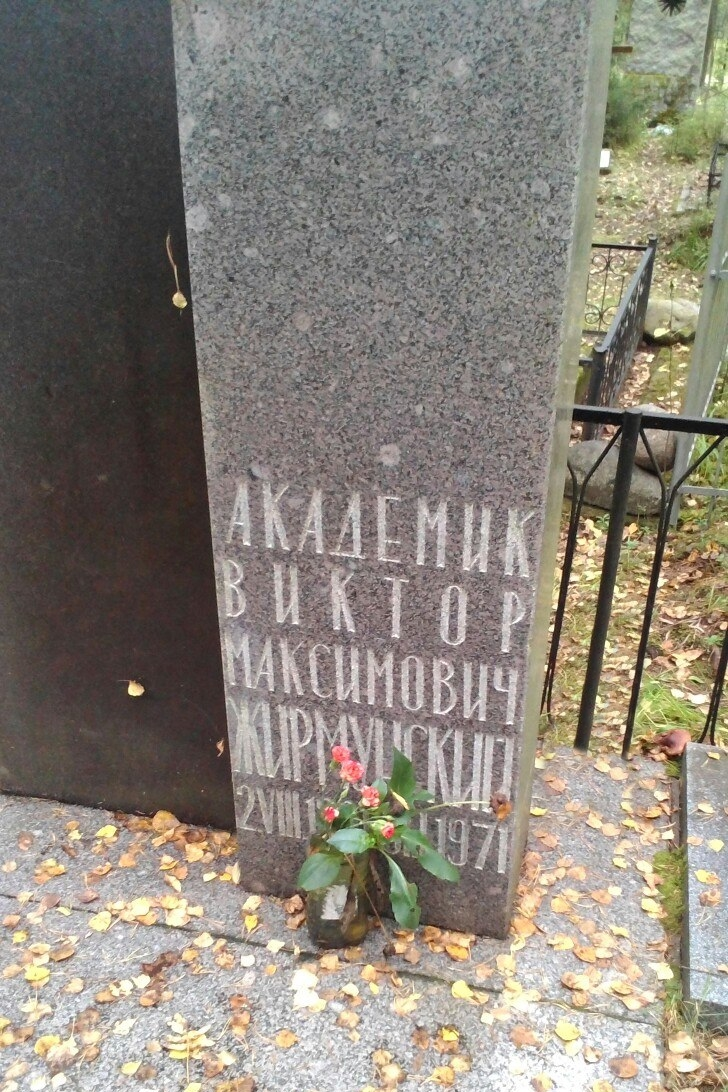
Надгробная плита на могиле В. М. Жирмунского Комаровский некрополь, Санкт-Петербург

## Основные работы

### Прижизненные издания
- Немецкий романтизм и современная мистика. СПб, 1914. 206 с. (вышла в октябре 1913). СПб, Аксиома. 1996. 39+230 с.
- Религиозное отречение в истории романтизма. Материалы для характеристики Клеменса Брентано и гейдельбергских романтиков. М., 1919. 204+81 с.
- Композиция лирических стихотворений. Пб., Опояз. 1921. 107 с.
- Поэзия Александра Блока. Пб, Картонный домик. 1922. 103 с.
- Валерий Брюсов и наследие Пушкина. Опыт сравнительно-стилистич.исследования. Пб, Эльзевир. 1922. 104 с.
- Рифма, её история и теория. Пб, Академиа. 1923. 337 с.
- Байрон и Пушкин. Из истории романтической поэмы. Л.: Academia, 1924. 336 с. 2 000 экз.
- Введение в метрику. Теория стиха. Л., Academia. 1925. 288 с.
- Вопросы теории литературы. Статьи 1916—1926. Л., Academia. 1928. 358 с, 3 200 экз.
- Национальный язык и социальные диалекты. Л., Гослитиздат. 1936. 297 с.
- Развитие строя немецкого языка. М.-Л., Изд-во АН. 1936. 82 с.
- Гёте в русской литературе. Л.,Гослитиздат. 1937. 674 с., 5 300 экз.
- История немецкого языка: Учебник. Л.: Учпедгиз, 1938. 280 с. Изд.2-е. Л., Учпедгиз, 1939. Изд.3-е. М., изд. ин. лит. 1948. Изд.4-е. М., изд. ин. лит. 1956. Изд.5-е. М., Высш.школа, 1965. 408 с.
- Узбекский народный героический эпос. (в соавт. с Х. Т. Зарифовым) М., Гослитиздат. 1947. 520 с.
- Введение в изучение «Манаса». Кыргызский народный героический эпос. Фрунзе, 1948. 112 с. 2 000 экз (дсп).
- Немецкая диалектология. М.-Л., Изд-во АН. 1956. 636 с.
- Эпическое творчество славянских народов и проблемы сравнительного изучения эпоса. М., Изд-во АН. 1958. 145 с.
- Сказание об Алпамыше и богатырская сказка. М., ИВЛ. 1960. 335 с.
- Народный героический эпос. Сравнит.-ист.очерки. М.-Л., Гослитиздат. 1962. 435 с.
- Огузский героический эпос и «Книга Коркута» // Книга моего деда Коркута: Огуз. героич. эпос / Сост. В. М. Жирмунский и А. Н. Кононов. М.; Л., 1962.
- О Диалектологическом атласе тюркских языков Советского Союза // ВЯ. 1963. № 6.
- Драма Александра Блока «Роза и крест». Лит.источники. Л., Изд-во ЛГУ. 1964. 108 с., 3 600 экз.
- Введение в сравнительно-историческое изучение германских языков. М.-Л., Наука. 1964. 316 с., 2 300 экз.
- О некоторых вопросах лингвистической географии тюркских диалектов //Тюркологический сборник: К 60-летию А. Н. Кононова. М., 1966.
- Заметки о подготовке «Диалектологического атласа тюркских языков СССР» // ВЯ. 1971. № 4.

### Посмертные издания
- Очерки по истории классической немецкой литературы. Л., ХЛ. 1972. 495 с.
- Творчество Анны Ахматовой. Л., Наука. 1973. 184 с.
- Тюркский героический эпос. Избр.труды. Л., Наука. 1974. 727 с.
- Теория стиха. Л., Сов.писатель. 1975. 664 с (в этом посмертном издании собраны все основные ранние труды В. М. Жирмунского по стиховедению)
- Общее и германское языкознание: Избр.тр. Л., Наука. 1976. 695 с.
- Теория литературы. Поэтика. Стилистика: Избр.тр. Л., Наука. 1977. 407 с.
- Байрон и Пушкин; Пушкин и западные литературы: Избр.тр. Л., Наука. 1978. 423 с. — 25 000 экз.
- Сравнительное литературоведение: Восток и Запад. Избр.тр. Л., Наука. 1979. 493 с.
- Гёте в русской литературе: Избр.тр. Л., Наука. 1981. 560 с., 3 000 экз.
- Из истории западноевропейских литератур: Избр.тр. Л., Наука. 1981. 304 с., 15 000 экз.
- Введение в литературоведение: Курс лекций. СПб, Изд-во СПбГУ. 1996. 438 с., 3 000 экз. М., 2004 (изд. 2)
- Поэтика русской поэзии. СПб, «Азбука-классика», 2001. 496 с., тир.7000 экз. ISBN 5-352-00020-6
- Начальная пора. Дневники. Переписка. М., Новое литературное обозрение, 2013. ISBN 978-5-4448-0096-6